# Tiroteo de Thousand Oaks de 2018
El tiroteo de Thousand Oaks de 2018 fue un suceso ocurrido el 7 de noviembre de 2018 tuvo lugar un tiroteo masivo en Thousand Oaks, California, Estados Unidos, en el Borderline Bar and Grill, un club de baile country-western frecuentado por estudiantes universitarios.  Doce personas murieron, entre ellas un oficial de policía. A otra persona le dispararon, mientras que veinticuatro resultaron heridas de otras maneras. El atacante también fue encontrado muerto de una herida de bala autoinfligida dentro de la barra y fue identificado como Ian David Long de 28 años de edad.

## Eventos
El tiroteo tuvo lugar dentro de Borderline Bar and Grill en el suburbio periférico de Los Ángeles de Thousand Oaks, California. El bar organizaba un evento programado de College Country Night para estudiantes universitarios locales. El bar es particularmente popular entre los estudiantes de la Universidad de Pepperdine.
Había más de 200 clientes en el club cuando comenzaron los disparos alrededor de las 11:20 p. m. . Un testigo afirmó que alrededor de las 11:20 p. m., alguien corrió hacia la barra y comenzó a disparar con una pistola semiautomática.Hubo un solo asaltante, que disparó aproximadamente 30 tiros y lanzó bombas de humo. Agentes de la Oficina Federal de Investigaciones, personal de la Oficina de Alcohol, Tabaco, Armas de Fuego y Explosivos, y varios departamentos de policía fueron desplegados en la escena.
La búsqueda inicial encontró un arma de mano. La policía descubrió más tarde que la pistola semiautomática Glock calibre 45 utilizada en el ataque había sido equipada con un cargador extendido ilegal. Si bien el autor no fue identificado inicialmente por las autoridades, los informes de testigos identificaron a un hombre barbudo y tatuado vestido completamente de negro. Otro de una fuente policial afirmó que era un hombre de 29 años y un residente de Newbury Park.

## Víctimas
Se dijo que las víctimas fallecidas del ataque eran 11 estudiantes universitarios y el sargento Ron Helus, el sargento de un alguacil que fue el primer servicio de emergencia en la escena. La mayoría de las víctimas eran estudiantes universitarios de la Universidad de Pepperdine. Según Erika D. Beck, presidenta de las Islas del Canal de la Universidad Estatal de California, hasta cinco estudiantes de la universidad también estuvieron presentes en el bar.
Varios de los que estaban en el bar también estuvieron presentes en el festival Route 91 Harvest, el sitio del tiroteo de Las Vegas de 2017. Un asistente declaró que el número puede haber sido tan alto como 60.

## Perpetrador
A las pocas horas del tiroteo, el Sheriff del condado de Ventura, Geoff Dean, identificó al presunto pistolero como Ian David Long, de 28 años, veterano del Cuerpo de Marines de los Estados Unidos de Newbury Park, una ciudad dentro de los límites de la ciudad de Thousand Oaks. Su arma, una pistola de calibre Glock 45, fue supuestamente adquirida legalmente. Un vecino de Long afirmó que padecía un trastorno de estrés postraumático (TEPT) como resultado de su tiempo en el servicio militar, y que "no tenían idea de lo que estaba haciendo con un arma". Antes del tiroteo, Long había estado viviendo con su madre.